# موسى بحر العلوم
السيّد موسى بن جعفر بن محمد بحر العلوم (يونيو 1909 - 28 يناير 1977) (جمادى الآخرة 1327 - 8 صفر 1397) فقيه جعفري وشاعر عراقي. ولد في النجف. تلقى تعليمه الأولى على والده، ثم التحق بالمدارس الرسمية وتخرج فيها. درس العلوم الدينية والمقدمات والسطوح على جملة من علماء عصره. عمل إمامًا في مسجد الكوفة ومدرسًا دينيًا. نشر شعره في الصحف العراقية، واُشتهر بأدب التاريخ وشارك في تأسيس جمعية الرابطة الأدبية في النجف. له ديوان شعر وتعليقات فقهية وتقريرات أساتذته في علمي الأصول والفقه. توفي في مسقط رأسه عن 68 عامًا.

## سيرته
هو موسى بن جعفر بن محمد بن محمد تقي بن رضا بن محمد مهدي بحر العلوم الطباطبائي. ولد في النجف في شهر جمادى الآخرة سنة 1327/ يونيو 1909 ونشأ فيها. عاش منذ السنة السابعة‌ برعاية‌ عمه علي إذ توفي والداه في سنة واحد، وأدخله المدرسة الابتدائية. وبعد تخرجه انضم إلى حلقات الدراسة‌ في مسجد الهندي، فأخذ عن جملة من فقهاء، منهم: محمد تقي بحر العلوم، ومحمد رضا المظفر، وحميد ناجي. ثم حضر أبحاث محسن الحكيم، وحسين الحلي، وحسن الموسوي البجنوردي، ومحمد علي الجمالي، وضياء الدين العراقي، وأبو القاسم الخوئي وغيره.

عُيّن إمامًا للجماعة في مسجد الكوفة لسنوات العديدة، ولم يبرح ذلك حتى وفاته في النجف يوم 8 صفر 1397/ 28 يناير 1977، ودفن فيها بمقبرتهم الخاصة. وأعقب أبناءًا وأحفادًا، أبرزهم جعفر.

## أدبه
شارك في تأسيس جمعية الرابطة الأدبية في النجف، وكان مؤسسًا كذلك لجمعية منتدى النشر الذي كان محاسبًا لها، وكانت في البداية تعقد جلساتها في‌ بيته لمدة سنتين. وكان له حضور بارز في‌ الحركة الأدبية والثقافية في النجف. نشر شعره في الصحف العراقية، واُشتهر بأدب التاريخ. جاء في معجم البابطين عنه «نظم في الأغراض المألوفة من مدح وتهنئة ورثاء ووصف وغزل، كما أرخ لبعض الأحداث شعرًا، ويظهر في تأريخه الشخصي حس الفكاهة، كما يظهر في تأريخه لمستجدات مواضع العبادة جلال التاريخ وعظمة الأثر، له قصيدة مدح فيها آل البيت بدأها بمقدمة غزلية وخمرية، أفاد من معجم الشعر العربي القديم. لغته قوية، ومعانيه واضحة، وتراكيبه حسنة، وبلاغته تقليدية.».